# Michael Foster
Michael Foster, född 8 mars 1836 i Huntingdon, död 28 januari 1907 i London, var en brittisk fysiolog.
Foster blev student vid University of London 1852 och medicine doktor där 1858. Han var praktiserande läkare i Huntingdon från 1861, anställdes 1867 som lärare i praktisk fysiologi vid University College London och utnämndes 1869 till professor i praktisk fysiologi vid University College London och Royal Institution. 1870 kallades han till professuren i fysiologi vid Trinity College i Cambridge, som 1883 förvandlades till en professur vid University of Cambridge. Han tog avsked från professuren 1903.
Foster var ständig sekreterare i Royal Society 1881-1903 och det var främst på hans initiativ som den internationella associationen av vetenskapsakademierna och den internationella katalogen över vetenskaplig litteratur (International catalogue of scientific papers) kom till stånd. Han är mest känd för sin framstående lärarverksamhet. I Cambridge reformerade han med tiden den biologiska undervisningen i hela dess omfång, och hans inflytande på detta område sträckte sig långt utanför det egna universitetets. Hans förmåga att intressera unga män för vetenskaplig forskning var nästan lika god som Carl Ludwigs, och hans verksamhet låg bakom en lång rad framstående fysiologer i nästa generation. Han skrev Textbook of Physiology (1876), ett standardarbete inom den fysiologiska litteraturen. Hans Primer of physiology (1874) var en uppskattad populärvetenskaplig framställning av ämnet. Han utgav även Lectures on History of Physiology in 16th, 17th and 18th Centuries (1901) och grundade 1878 The Journal of Physiology, som han redigerade ensam 1878-1894 och tillsammans med John Newport Langley 1894-1907.
Han blev 1896 ledamot av Vetenskapssocieteten i Uppsala. 1899 fick han värdighet av knight (titeln sir). Han representerade 1900-1905 University of London i engelska parlamentet.